# Амадей I
Амадей I (ісп. Amadeo I; 30 травня 1845, Турин, П'ємонт, Королівство Італія — 18 січня 1890, Турин, П'ємонт, Королівство Італія) — італійський принц, король Іспанії з Савойської династії. Обрано королем 16 листопада 1870, зрікся трону 11 лютого 1873.

## Герцог Аостський
Його батьком був король Італії Віктор Емануїл II. Наслідуючи савойській традиції Амадей навчався під керівництвом генерала Джузеппе Россі військовій справі. Також його вчителями були відомі вчені, як професора права Манчині та Бонкомпаньі.
У 14 років отримав патент капітана. В подальшому він крокував по кар'єрі військового. У 1860 році став майором, у 1861 — підполковником, у 1863 — полковником. Починав з піхоти, але потім служив в інших військах: в 1865 році був полковником Уланського полку Новара, генерал-майором ломбардських гренадерів. Брав участь у війні 1866 року із Австрією, зокрема у битві при Кустаці, де отримав тяжке поранення. Наприкінці 1866 року отримав призначення командиром по військовому округу провінції Верона.
У 1867 став генерал-лейтенантом, навесні 1868 в званні контр-адмірала почав службу при головному штабі військово-морського флоту. У лютому 1869 року вже був головнокомандувачем італійським військово-морським флотом. В цей час він становиться кандидатом на іспанський престол. В 1867—1869 роках йшли на цю тему перемови з іспанським республіканським урядом.

## Король Іспанії

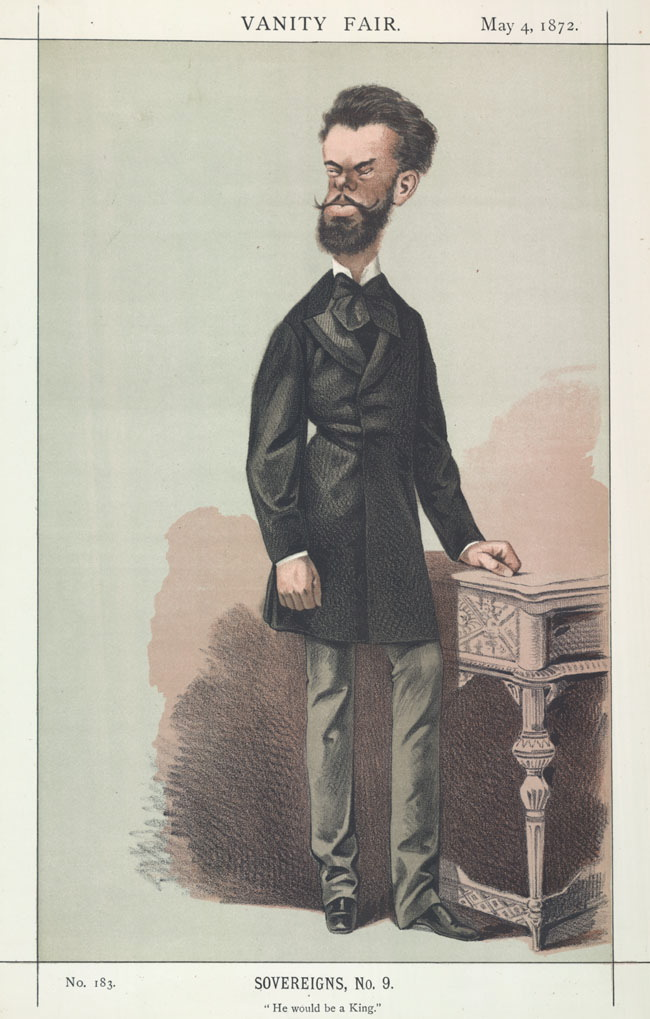
Карикатура на Амадея I

16 листопада 1870 відбулося голосування кортесів Іспанії: з 347 депутатів, Амадей отримав 191 голос. Його оголосили королем.
27 грудня 1870 прибув в Іспанію. У день його приїзду стався замах на голову іспанському уряду генерала Хуана Пріма. Від отриманих ран той помер.
З самого початку він стикнувся з негативом особисто до себе, з нерозуміння своєї політики. Перш за все це було пов'язано з ліберальними настроями нового короля Іспанії, а також тим, що батька Амадея — Віктора Емануїла — за взяття Риму у 1870 було відлучено від церкви. Йому дали прізвисько «Макаррон Прімеро». При цьому він мав підтримку у парламенті.
12 березня 1871 відбулися нові парламентські вибори. Національна коаліція, на яку опирався король, отримала 2/3 місць. Було сформовано кабінет міністрів на чолі із Праксидісом Матео Сагаста. Але труднощі накопичувалися. Королівська влада замість того, щоб надавати підтримку лібернальному уряду, все більше йому шкодила. При цьому навіть аристократія не підтримувала короля. В цих умовах Амадей I призначає нового голову уряду Мануеля Руїса Соррілья (липень 1871). Король разом з Соррілья взялися за впровадження радикальної програми дій, зокрема впровадження суду присяжних і військового кодексу, затвердження свободи совісті, цивільного шлюбу та цивільної реєстрації актів стану. Але частина уряду сприйняла ці нововведення негативно. Росла соціальна напруга. Знову розпочалася війна карлістів. Все це викликала нова політична криза. Внаслідок чого 3 квітня 1872 відбулися нові вибори до парламенту. Проурядові сили отримали 201 місце, опозиція — 174. Але вже серед монархічної коаліції почав розлад. Усі кабінети міністрів, які призначалися, виявилися не здатними зберегти монархістський конкенсус. На пропозиції своїх прихильників здійснити державний заколот Амадей I відповів відмовою. У травні 1872 активізувалися карлісти. 18 липня 1872 здійснено замах на короля, але невдалий. Нові вибори 24 серпня 1897 надали прихильникам короля 294 місця в парламенті. Але серед них не було єдності.
У цих умовах Амадей I з осені 1872 шукав приводу, щоб зректися корони. 11 лютого 1873 Амадей I підписав своє зречення. Після цього він переїхав до Лісабону. В Іспанії знов проголосили республіку.

## Останні роки
Амадей повернувся до Італії, до своїх військових обов'язків, багато подорожував. Коли йому сказали, що новий король Іспанії справляється із своїми обов'язками, Амадей відповів: «Дивно, адже у нього ті ж самі міністри, що були й у мене!».

## Родина
1. Дружина — Марія Вітторія даль Поццо (1847—1876).
Діти:
- Емануель Філіберт (1869—1931), герцог Апулійський, згодом герцог Аостський
- Луїджі Амедео (1873—1933), герцог Амбруццький

2. Дружина Летиція Бонапарт (1866—1926)
- Умберто (1889—1918), граф Салемі

## Родовід
| Віктор-Амадей II | Віктор-Амадей II | Віктор-Амадей II | Віктор-Амадей II | Віктор-Амадей II          | Віктор-Амадей II          |                           |                           | Жозефіна Лотаринзька      | Жозефіна Лотаринзька      | Жозефіна Лотаринзька | Жозефіна Лотаринзька | Жозефіна Лотаринзька | Жозефіна Лотаринзька |              |              | Фердинанд III     | Фердинанд III     | Фердинанд III     | Фердинанд III     | Фердинанд III           | Фердинанд III           |                         |                         | Луїза Марія Бурбон-Сицилійська | Луїза Марія Бурбон-Сицилійська | Луїза Марія Бурбон-Сицилійська | Луїза Марія Бурбон-Сицилійська | Луїза Марія Бурбон-Сицилійська | Луїза Марія Бурбон-Сицилійська |        |  | Леопольд II | Леопольд II | Леопольд II | Леопольд II | Леопольд II           | Леопольд II           |                       |                       | Марія Луїза Іспанська | Марія Луїза Іспанська | Марія Луїза Іспанська | Марія Луїза Іспанська | Марія Луїза Іспанська | Марія Луїза Іспанська |                     |                     | Карл-Християн Саксонський | Карл-Християн Саксонський | Карл-Християн Саксонський | Карл-Християн Саксонський | Карл-Християн Саксонський | Карл-Християн Саксонський |                           |                           | Францішка Красінська      | Францішка Красінська      | Францішка Красінська | Францішка Красінська | Францішка Красінська | Францішка Красінська |
| Віктор-Амадей II | Віктор-Амадей II | Віктор-Амадей II | Віктор-Амадей II | Віктор-Амадей II          | Віктор-Амадей II          |                           |                           | Жозефіна Лотаринзька      | Жозефіна Лотаринзька      | Жозефіна Лотаринзька | Жозефіна Лотаринзька | Жозефіна Лотаринзька | Жозефіна Лотаринзька |              |              | Фердинанд III     | Фердинанд III     | Фердинанд III     | Фердинанд III     | Фердинанд III           | Фердинанд III           |                         |                         | Луїза Марія Бурбон-Сицилійська | Луїза Марія Бурбон-Сицилійська | Луїза Марія Бурбон-Сицилійська | Луїза Марія Бурбон-Сицилійська | Луїза Марія Бурбон-Сицилійська | Луїза Марія Бурбон-Сицилійська |        |  | Леопольд II | Леопольд II | Леопольд II | Леопольд II | Леопольд II           | Леопольд II           |                       |                       | Марія Луїза Іспанська | Марія Луїза Іспанська | Марія Луїза Іспанська | Марія Луїза Іспанська | Марія Луїза Іспанська | Марія Луїза Іспанська |                     |                     | Карл-Християн Саксонський | Карл-Християн Саксонський | Карл-Християн Саксонський | Карл-Християн Саксонський | Карл-Християн Саксонський | Карл-Християн Саксонський |                           |                           | Францішка Красінська      | Францішка Красінська      | Францішка Красінська | Францішка Красінська | Францішка Красінська | Францішка Красінська |
|                  |                  |                  |                  |                           |                           |                           |                           |                           |                           |                      |                      |                      |                      |              |              |                   |                   |                   |                   |                         |                         |                         |                         |                                |                                |                                |                                |                                |                                |        |  |             |             |             |             |                       |                       |                       |                       |                       |                       |                       |                       |                       |                       |                     |                     |                           |                           |                           |                           |                           |                           |                           |                           |                           |                           |                      |                      |                      |                      |
|                  |                  |                  |                  | Карл Еммануель Савойський | Карл Еммануель Савойський | Карл Еммануель Савойський | Карл Еммануель Савойський | Карл Еммануель Савойський | Карл Еммануель Савойський |                      |                      |                      |                      |              |              |                   |                   |                   |                   |                         |                         |                         |                         |                                |                                |                                |                                |                                |                                |        |  |             |             |             |             |                       |                       |                       |                       |                       |                       |                       |                       |                       |                       |                     |                     |                           |                           |                           |                           | Марія Крістіна Саксонська | Марія Крістіна Саксонська | Марія Крістіна Саксонська | Марія Крістіна Саксонська | Марія Крістіна Саксонська | Марія Крістіна Саксонська |                      |                      |                      |                      |
|                  |                  |                  |                  | Карл Еммануель Савойський | Карл Еммануель Савойський | Карл Еммануель Савойський | Карл Еммануель Савойський | Карл Еммануель Савойський | Карл Еммануель Савойський |                      |                      |                      |                      |              |              |                   |                   |                   |                   |                         |                         |                         |                         |                                |                                |                                |                                |                                |                                |        |  |             |             |             |             |                       |                       |                       |                       |                       |                       |                       |                       |                       |                       |                     |                     |                           |                           |                           |                           | Марія Крістіна Саксонська | Марія Крістіна Саксонська | Марія Крістіна Саксонська | Марія Крістіна Саксонська | Марія Крістіна Саксонська | Марія Крістіна Саксонська |                      |                      |                      |                      |
|                  |                  |                  |                  |                           |                           |                           |                           |                           |                           |                      |                      |                      |                      |              |              |                   |                   |                   |                   |                         |                         |                         |                         |                                |                                |                                |                                |                                |                                |        |  |             |             |             |             |                       |                       |                       |                       |                       |                       |                       |                       |                       |                       |                     |                     |                           |                           |                           |                           |                           |                           |                           |                           |                           |                           |                      |                      |                      |                      |
|                  |                  |                  |                  |                           |                           |                           |                           |                           |                           | Карл Альберт         | Карл Альберт         | Карл Альберт         | Карл Альберт         | Карл Альберт | Карл Альберт |                   |                   |                   |                   | Марія Тереза Тосканська | Марія Тереза Тосканська | Марія Тереза Тосканська | Марія Тереза Тосканська | Марія Тереза Тосканська        | Марія Тереза Тосканська        |                                |                                |                                |                                |        |  |             |             |             |             | Райнер Йосип Габсбург | Райнер Йосип Габсбург | Райнер Йосип Габсбург | Райнер Йосип Габсбург | Райнер Йосип Габсбург | Райнер Йосип Габсбург |                       |                       |                       |                       | Єлизавета Савойська | Єлизавета Савойська | Єлизавета Савойська       | Єлизавета Савойська       | Єлизавета Савойська       | Єлизавета Савойська       |                           |                           |                           |                           |                           |                           |                      |                      |                      |                      |
|                  |                  |                  |                  |                           |                           |                           |                           |                           |                           | Карл Альберт         | Карл Альберт         | Карл Альберт         | Карл Альберт         | Карл Альберт | Карл Альберт |                   |                   |                   |                   | Марія Тереза Тосканська | Марія Тереза Тосканська | Марія Тереза Тосканська | Марія Тереза Тосканська | Марія Тереза Тосканська        | Марія Тереза Тосканська        |                                |                                |                                |                                |        |  |             |             |             |             | Райнер Йосип Габсбург | Райнер Йосип Габсбург | Райнер Йосип Габсбург | Райнер Йосип Габсбург | Райнер Йосип Габсбург | Райнер Йосип Габсбург |                       |                       |                       |                       | Єлизавета Савойська | Єлизавета Савойська | Єлизавета Савойська       | Єлизавета Савойська       | Єлизавета Савойська       | Єлизавета Савойська       |                           |                           |                           |                           |                           |                           |                      |                      |                      |                      |
|                  |                  |                  |                  |                           |                           |                           |                           |                           |                           |                      |                      |                      |                      |              |              |                   |                   |                   |                   |                         |                         |                         |                         |                                |                                |                                |                                |                                |                                |        |  |             |             |             |             |                       |                       |                       |                       |                       |                       |                       |                       |                       |                       |                     |                     |                           |                           |                           |                           |                           |                           |                           |                           |                           |                           |                      |                      |                      |                      |
|                  |                  |                  |                  |                           |                           |                           |                           |                           |                           |                      |                      |                      |                      |              |              | Віктор Емануїл II | Віктор Емануїл II | Віктор Емануїл II | Віктор Емануїл II | Віктор Емануїл II       | Віктор Емануїл II       |                         |                         |                                |                                |                                |                                |                                |                                |        |  |             |             |             |             |                       |                       |                       |                       |                       |                       | Адельгейда Габсбург   | Адельгейда Габсбург   | Адельгейда Габсбург   | Адельгейда Габсбург   | Адельгейда Габсбург | Адельгейда Габсбург |                           |                           |                           |                           |                           |                           |                           |                           |                           |                           |                      |                      |                      |                      |
|                  |                  |                  |                  |                           |                           |                           |                           |                           |                           |                      |                      |                      |                      |              |              | Віктор Емануїл II | Віктор Емануїл II | Віктор Емануїл II | Віктор Емануїл II | Віктор Емануїл II       | Віктор Емануїл II       |                         |                         |                                |                                |                                |                                |                                |                                |        |  |             |             |             |             |                       |                       |                       |                       |                       |                       | Адельгейда Габсбург   | Адельгейда Габсбург   | Адельгейда Габсбург   | Адельгейда Габсбург   | Адельгейда Габсбург | Адельгейда Габсбург |                           |                           |                           |                           |                           |                           |                           |                           |                           |                           |                      |                      |                      |                      |
|                  |                  |                  |                  |                           |                           |                           |                           |                           |                           |                      |                      |                      |                      |              |              |                   |                   |                   |                   |                         |                         |                         |                         |                                |                                |                                |                                |                                |                                |        |  |             |             |             |             |                       |                       |                       |                       |                       |                       |                       |                       |                       |                       |                     |                     |                           |                           |                           |                           |                           |                           |                           |                           |                           |                           |                      |                      |                      |                      |
|                  |                  |                  |                  |                           |                           |                           |                           |                           |                           |                      |                      |                      |                      |              |              |                   |                   |                   |                   |                         |                         |                         |                         |                                |                                |                                |                                |                                |                                | Амадей |  |             |             |             |             |                       |                       |                       |                       |                       |                       |                       |                       |                       |                       |                     |                     |                           |                           |                           |                           |                           |                           |                           |                           |                           |                           |                      |                      |                      |                      |